# Norbert T. Tiemann
Pour les articles homonymes, voir Tiemann.
Norbert Theodore Tiemann, né le 18 juillet 1924, et mort le 19 juin 2012, est un homme politique républicain américain. Il est le 32e gouverneur du Nebraska entre 1967 et 1971.

## Sources
- (en) Cet article est partiellement ou en totalité issu de l’article de Wikipédia en anglais intitulé « Norbert Tiemann » (voir la liste des auteurs).